# التهاب المحفظة
في علم التشريح، التهاب المحفظة (بالإنجليزية: Capsulitis)‏ هو التهاب يصيب المحفظة (الكبسولة) المفصلية.
من أنواع التهاب المحفظة:
- التهاب المحفظة الملتصقة بالكتف
- متلازمة بليكا، وهي التهاب المحفظة المفصلية لمفصل الركبة